# Trevor Baylis
Trevor Graham Baylis (Londra, 13 maggio 1937 – Eel Pie Island, 5 marzo 2018) è stato un inventore inglese.
È conosciuto per aver inventato la "wind-up radio", una radio che non è alimentata da batterie elettriche o sorgenti elettriche esterne, ma tramite una manovella usata per caricare una molla, che a sua volta alimenta un generatore elettrico. 
Baylis ha inventato la wind-up radio principalmente per i paesi dell'Africa ed in risposta al problema dell'AIDS, sostenendo che con maggiore informazione si può prevenire il contagio.
Nel 1997 è stato nominato Ufficiale dal governo britannico ed ha ottenuto un dottorato dalla Leeds Metropolitan University nel 2005.

## Le sue invenzioni
La sua prima radio, chiamata Freeplay, fu fatta conoscere grazie a diverse trasmissioni televisive in cui sosteneva l'importanza della diffusione di radio per prevenire l'AIDS.
In seguito, la gamma di radio si è espansa, includendo anche piccoli modelli di radio AM/FM a manovella destinati anche ai mercati europei, come la "ECO Radio".